# Leucosyke capitellata
Leucosyke capitellata är en nässelväxtart som först beskrevs av Jean Louis Marie Poiret, och fick sitt nu gällande namn av Hugh Algernon Weddell. Leucosyke capitellata ingår i släktet Leucosyke och familjen nässelväxter. Inga underarter finns listade i Catalogue of Life.

## Bildgalleri

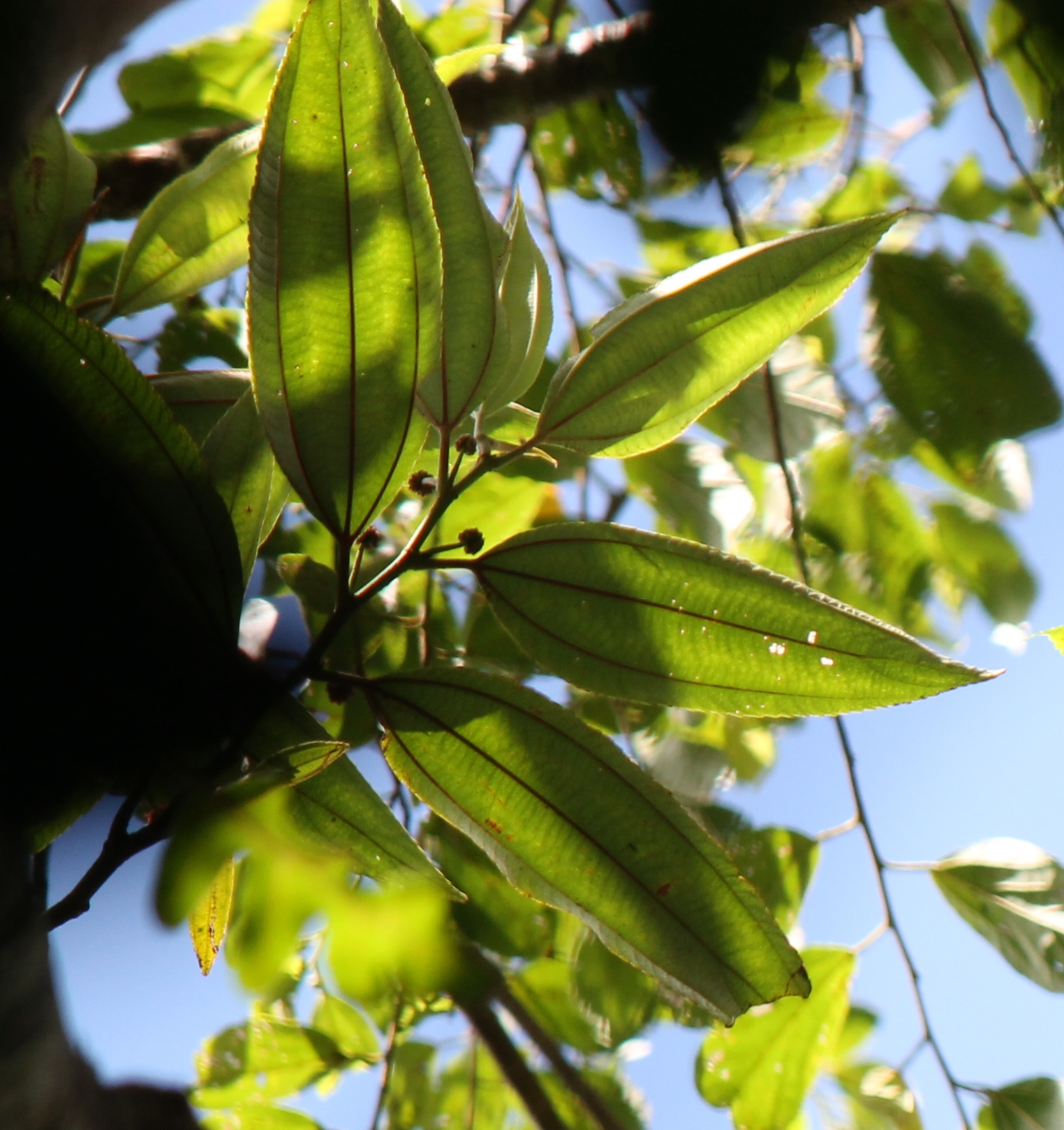